# إيرف وليامز
إيرف وليامز (بالإنجليزية: Irv Williams)‏ هو عازف جاز أمريكي، ولد في 9 أغسطس 1919.

## وصلات خارجية
- إيرف وليامز على موقع ميوزك برينز (الإنجليزية)
- إيرف وليامز على موقع ديسكوغز (الإنجليزية)